# Let's Spend the Night Together (Dúné)
 Denne artikel omhandler en sang af Dúné. For andre betydninger af titlen, se Let's Spend the Night Together.
"Let's Spend the Night Together" er en sang skrevet og udgivet af det danske elektro-rock-band Dúné. Singlen udkom 16. september 2013, og er ikke repræsenteret på bandets album Wild Hearts som udkom i februar samme år. Singlen udkom på pladeselskabet New Gang of Robot's Rec. / Iceberg Records.

## Historie
Efter udgivelsen af Wild Hearts tog bandet på deres store Wild Hearts Tour, hvor Let's Spend the Night Together var en del af setlisten til koncerterne. På sommerens store udendørs festivaler i Danmark var publikums respons så stor, at bandet valgte at tænke over en udgivelse af nummeret.

Forsanger Mattias Kolstrup udtalte ved udgivelse at: 
| Citat | “Teksten handler om at føle sig lillebitte i en stor farlig verden, men med ønsket om at bryde fri fra din selvindbildte frygt, tage sin elskede i hånden og rejse væk, såvel fysisk som mentalt” | Citat |
|       | |       |

Sangen udkom udelukkende digitalt i en radioversion på 3.19 minutter, og i den originale version på 4.22 minutter.
Musikvideoen til singlen udkom samme dag. Den er instrueret Mehdi Avaz fra Balloon Film.

## Produktion
Bandet indspillede nummeret i "Der Raum" i den tyske hovedstad Berlin, hvorefter producer Carsten Heller fik skruet den sidste lyd sammen inden udgivelsen i september 2013.

### Personel

#### Musikere
- Sang: Mattias Kolstrup
- Kor: Ole Bjórn
- Keyboards: Ole Bjórn
- Guitar: Danny Jungslund
- Bas: Piotrek Wasilewski
- Trommer: Morten Hellborn

#### Produktion
- Producer: Ole Bjórn & Dúné
- Mixer: Carsten Heller
- Komponist: Dúné
- Tekst/forfatter: Matt Kolstrup, Piotrek Wasilewski og Ole Bjórn